# Храм Успения Пресвятой Богородицы (Пекин)
Храм Успения Пресвятой Богородицы — православный храм на территории Посольства Российской Федерации в Пекине, находящийся в юрисдикции Русской православной церкви. Единственный действующий православный храм на территории китайской столицы.

## История
15 августа 1732 года в Пекине был освящён первый Успенский храм в составе Русской духовной миссии в Пекине, построенный в месте компактного проживания потомков пленных русских казаков-албазинцев в 1730 году вместо разрушенного землетрясением Софийского храма (Никольской часовни). Это был каменный одноглавый храм с позолоченным куполом и колокольней с одним большим колоколом колоколом, двумя "китайскими чашами" и четырьмя небольшими колоколами из чугуна. При этом царские врата в храме могли, по свидетельству современника, сохраниться от Софийского храма.
Он был разрушен в июне 1900 года в ходе восстания ихэтуаней.

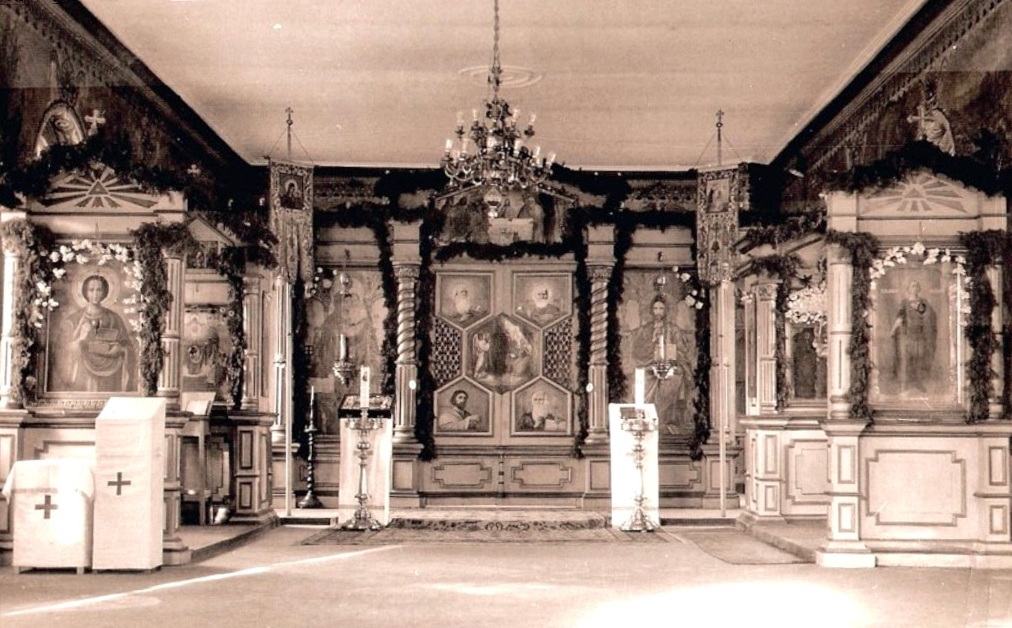
Интерьер храма в 1910 году

Русская духовная миссия начала строительство храма Всех Святых мучеников, церкви во имя Серафима Саровского на русском кладбище в районе Аньдинмэнь (ныне парк Циньняньху), надвратной колокольни миссии; для крестового архиерейского храма во имя Святителя Иннокентия Иркутского перекладывалась Красная Фанза. Но так как строительство этих сооружений требовало времени, решили построить временную Успенскую церковь, вследствие чего её отличал лаконизм композиции, простота сочленений, форм и деталей, отсутствие вычурного убранства.
По сообщению «Известий братства православной церкви в Китае» от 8 августа 1904 года, «церковь эта довольно значительных размеров, отличается внутренним благолепием, обилием света, красотою иконостаса с прекрасными местными иконами в рост человека, благоприятными условиями для резонанса пения и чтения, а главное — имеет вторые входные двери непосредственно с улицы, чем представлена возможность для беспрепятственного входа в неё всем желающим посмотреть внутренность её и поближе послушать церковное пение, по причине звонких голосов китайцев-певчих и многочисленному составу хора, разносящееся гармоничными аккордами в окрестностях храма».
После передачи территории миссии под нужды Посольства СССР в 1956 году храм лишился колокольни и был переоборудован под нужды гаража.
В 2002 году православные верующие, проживавшие в китайской столице, создали инициативную группу по восстановлению Успенского храма. Её обращение в отдел внешних церковных связей Московского патриархата получило поддержку. Московский патриархат и МИД России приняли совместное решение о возрождении Успенского храма.
Первоначальный рабочий проект воссоздания Успенского храма на территории российского посольства в Китае был выполнен в 2005 году в бюро архитектора А. Р. Воронцова. Церковь строилась как временный храм по упрощённой схеме (например, не было апсиды и ряда других элементов церковной архитектуры), поэтому архитекторы стремились воссоздать облик прежнего храма с учётом современных требований церковной архитектуры.
Реконструкция объекта началась в июне 2008 года и продолжалась с некоторыми перерывами до июня 2009-го. Был построен новый алтарный выступ, барабан для купола, плоские потолки были заменены на подвесные полукруглые своды, двускатная крыша покрыта медью. При отделочных работах применялись гранитная плитка, керамогранит и кафель.
13 октября 2009 года епископ Егорьевский Марк (Головков) совершил освящение храма. В день освящения храм посетил находившийся в Пекине с рабочим визитом председатель Правительства России Владимир Путин. Он преподнес в дар храму икону Покрова Божией Матери.
12 мая 2013 г. Святейший Патриарх Московский и всея Руси Кирилл в ходе своего официального визита в КНР посетил Успенский храм.
17-20 октября 2014 года в Успенском храме отметили 5-летие его освящения, которое возглавил прибывший из Москвы епископ Солнечногорский Сергий (Чашин).[значимость факта?]
17–19 октября 2019 г. были проведены торжества по случаю 10-летия освящения Успенского храма. Божественную литургию возглавил руководитель Управления Московской Патриархии по зарубежным учреждениям митрополит Корсунский и Западноевропейский Антоний. 
По благословению Святейшего Патриарха Московского и всея Руси Кирилла, благодаря совместному решению руководителя Фонда Архистратига Божия Михаила Е.И. Мильской и председателя Отдела внешних церковных связей Московского Патриархата митрополита Волоколамского Антония летом и осенью 2024 года храм был расписан палехскими иконописцами. Кроме того, внутреннее убранство храма благоукрасилось за счет новых киотов для икон великомученика Пантелеимона и преподобномучениц великой княгини Елисаветы и инокини Варвары. 
19 октября 2024 г. председатель Отдела внешних церковных связей Московского Патриархата митрополит Волоколамский Антоний совершил Божественную литургию в храме Успения Пресвятой Богородицы при Посольстве Российской Федерации в КНР. Торжество было приурочено к пятнадцатой годовщине освящения храма.

Примечания
1. 1 2 3 4 5 6 7 8  Храм Успения Пресвятой Богородицы города Пекина. История храма. Дата обращения: 7 мая 2016. Архивировано 3 октября 2018 года.
2. ↑  А.В. Окороков, М.А. Окорокова. Русские православные храмы в Китае. — Российский научно-исследовательский институт культурного и природного наследия имени Д. С. Лихачёва, 2022. — ISBN 978-5-86443-382-9. Архивировано 30 июня 2022 года.
3. ↑  В Пекине на территории российского посольства освящен Успенский храм Архивная копия от 30 октября 2013 на Wayback MachineМосковская патриархия, 13.10.2009.
4. ↑  Патриарх Кирилл впервые посетил Китай с официальным визитом. Российская газета (30 мая 2013). Дата обращения: 10 декабря 2024.
5. ↑  Храм Успения Пресвятой Богородицы города Пекина " В Пекине отметили пятилетие освящения Успенского храма. Дата обращения: 5 апреля 2017. Архивировано 5 апреля 2017 года.
6. ↑  Опубликована книга о православном храме в Пекине. russkiymir.ru. Дата обращения: 10 декабря 2024.
7. ↑  Председатель ОВЦС возглавил празднование 15-летия освящения Успенского храма при Посольстве России в Пекине: новость ОВЦС. Отдел внешних церковных связей. Московского Патриархата.. Дата обращения: 10 декабря 2024.